# Menhir de la Crosse
Le menhir de la Crosse est un menhir situé à Anglès, dans le Tarn, en France.

## Description
Le menhir est un monolithe en micaschiste au sommet pointu. Il mesure 1,60 m de hauteur sur 0,40 m de largeur. Il comporte un décor gravé représentant une crosse d’évêque datant de sa réutilisation comme borne du domaine appartenant à l'abbaye de Saint-Pons-de-Thomières.